# اكتشاف وتطوير مثبطات ثنائي ببتيديل ببتيداز-4
مثبطات ثنائي ببتيديل ببتيداز-4 (مثبطات دي بّي بّي-4) هي مثبطات إنزيمية تعمل على إنزيم ثنائي ببتيديل ببتيداز-4. تُستخدم هذه المثبطات في علاج النمط الثاني من الداء السكري، إذ يُطيل تثبيط إنزيم دي بّي بّي-4 فعالية هرمونات الإنكرتين ويعززها. تلعب هذه الهرمونات دورًا رئيسًا في إفراز الإنسولين وتنظيم التحكم في سكر الدم.
الداء السكري من النمط الثاني هو مرض استقلابي مزمن ينجم عن عجز خلايا بيتا البنكرياسية عن إفراز كميات كافية من الإنسولين لتلبي احتياجات الجسم. قد تكون مقاومة الإنسولين وزيادة الإنتاج الكبدي من الجلوكوز عاملين مؤثرين في زيادة حاجة الجسم إليه. قد تكون العلاجات الحالية -باستثناء الإنسولين- غير كافية لضبط المرض، وقد تسبب تأثيرات جانبيةً غير مرغوبة مثل اكتساب الوزن ونقص سكر الدم. تطورت أدوية جديدة في السنوات الأخيرة نتيجة البحث المستمر في آلية إنتاج الإنسولين وتنظيم استقلاب السكر في الجسم، ووُجد أن إنزيم دي بّي بّي-4 يملك دورًا مهمًا في هذه العملية.

## التاريخ
كان بروتياز السيرين دي بّي بّي-4 مادةً رائجةً للدراسة منذ اكتشافه عام 1967. دائمًا ما سعى العلماء لاكتشاف مثبطات دي بّي بّي-4 كونها توضح الأهمية الوظيفية لهذا الإنزيم، وظهرت أول المثبطات في أواخر الثمانينيات والتسعينيات. امتلك كل مثبط دورًا مهمًا في كشف المرحلة الباكرة من علاقة النشاط بالبنية (إس إيه آر) لتستخدم في الاستقصاء التالي. تنتمي المثبطات إلى فئتين رئيستين، الأولى تتفاعل تساهميًا مع دي بّي بّي-4 على عكس الثانية. إن ثنائي ببتيديل ببتيداز-4 هو ثنائي ببتيداز يرتبط انتقائيًا مع ركائز تحوي البرولين في الموقع بّي-1، وبالتالي تملك العديد من مثبطات دي بّي بّي-4 مركبات حلقية خماسية غير متجانسة تحاكي البرولين، مثل البيروليدين والسيانوبيروليدين والتيازوليدين والسيانوتيازوليدين. تشكل هذه المركبات غالبًا روابط تساهميةً مع الموقع المحفز Ser630 للإنزيم.
في عام 1994، كشفت شركة زاريا للمواد الصيدلانية عن سيانوبيروليدين يحوي مجموعة نتريل وظيفيةً يُفترض أنها تشكل كاربوكسيميديت مع السيرين المحفز. ظهرت مثبطات دي بّي بّي-4 غير الحاوية على مجموعة نتريل في نفس الفترة لكنها حوت موتيفات (سلسلة متكررة من النكليوزيدات أو النكليوتيدات تشكل مادة وراثية) أخرى تتفاعل مع السيرين، مثل حمض البورونيك أو الفوسفونات أو ثنائي أسيل الهيدروكسيلامين. لا تُعد هذه المركبات الكيميائية ذات فعالية كبيرة لشبهها بدي بّي بّي-4 وبروليل إندوببتيداز (بّي إي بّي) وعدم استقرارها الكيميائي. طلبت شركة فيرينغ للصناعات الصيدلانية منحها براءة اختراع مثبطي دي بّي بّي-4 يحويان سيانوبيروليدين دخلا الأسواق عام 1995. تملك هذه المركبات فعاليةً ممتازةً واستقرارًا كيميائيًا أفضل.
في عام 1995، بدأ إيدوين بي. فيلهاور في شركة نوفارتس استكشاف السيانوبيروليدين المرتبط بالغليسين الحاوي على النيتروجين بدلًا من الكربون، معتمدًا على حقيقة أن دي بّي بّي-4 يتعامل مع N-ميتيل غليسين على أنه حمض أميني ذو طرف نتروجيني. أصبحت هذه المجموعة من السيانوبيريدولينات حقلًا خصبًا للبحث في السنوات اللاحقة. ظهرت بعض التجارب المعتمدة على استخدام مثبطات دي بّي بّي-4 والفازوببتيداز معًا لأنه يُعتقد أن مثبطات الفازوببتيداز تعزز تأثير مثبطات دي بّي بّي-4 المضادة للسكري عبر تحريض إفراز الإنسولين. يرتبط الموتيف المثبط للفازوببتيداز بمثبط دي بّي بّي-4 في المستبدل-إن.

## آلية عمل دي بّي بّي-4
خلال الوجبة، يفرز المعي الدقيق هرموني الإنكرتين (الببتيد الشبيه بالغلوكاغون-1 (جي إل بّي-1) وعديد الببتيد المعدي المثبط المعتمد على الجلوكوز (جي آي بّي)) إلى مجرى الدم. ينظم هذان الهرمونان إفراز الإنسولين اعتمادًا على الجلوكوز. (يملك «جي إل بّي-1» أدوارًا عديدةً في جسم الإنسان، إذ يحرض الاصطناع الحيوي للإنسولين ويثبط إفراز الغلوكاغون ويبطئ إفراغ المعدة وينقص الشهية ويحفز تجدد خلايا بيتا البنكرياسية)
يملك «جي إل بّي-1» و«جي آي بّي» نصف عمر قصيرًا جدًا في البلاسما بسبب تعطيلهما السريع بواسطة إنزيم دي بّي بّي-4. يبطئ تثبيط إنزيم دي بّي بّي-4 من زوال فعاليتهما، وبالتالي يزيد من تأثيرهما ما يخفض مستويات الجلوكوز في البلاسما، وهكذا يفيد في علاج النمط الثاني من الداء السكري.